# Mark Fang Chih-Jung
Mark Fang Chih-Jung (chiń. 房志榮; pinyin Fáng Zhìróng, ur. w 1926 roku) – chiński jezuita, profesor egzegezy Starego Testamentu na Wydziale Teologicznym Katolickiego Uniwersytetu w Tajpej na Tajwanie. Twórca prac dotyczących między innymi teologii biblijnej i egzegezy.
Jest przedstawicielem uprawiania teologii inkulturacyjnej i porównawczej, polegającej na zestawieniu tekstów różnych kultur i wyciągania z tego wniosków o profetycznej roli kultury różnych ludów i narodów, która swoje spełnienie osiąga w Jezusie Chrystusie. Zdaniem Marka Fang Chih-Junga, katolicki teolog, który uprawia teologię w Chinach, koniecznie musi wziąć pod uwagę istnienie „kanonu” chińskich pism klasycznych, które stworzyły podwaliny terminologii, wizji świata, moralności chińskiej i żyć w „pewnego rodzaju podwójnej wierności nie tylko kulturowej, lecz także bezpośrednio tekstowej”.
Mark Fang Chih-Jung w swoich publikacjach przypomina o tym, że mówiąc o Chinach, nie można pominąć osoby, jaką jest Konfucjusz oraz jego cała nauka. Dlatego też w jednej ze swoich publikacji dokonuje porównania sposobu odnoszenia się do swoich uczniów Konfucjusza jak i Jezusa w Dialogach konfucjańskich jak i Piśmie Świętym. Uzasadnia to faktem czytania tekstów biblijnych przez pryzmat kultury chińskiej, nawet przez chińskich chrześcijan.